# Лебедь, Николай Кириллович
Никола́й Кири́ллович Ле́бедь (укр. Мико́ла Кирилович Ле́бідь или Ле́бедь, псевдоним Макси́м Рубан; 11 января 1909 или 1910 — 18 июля 1998) — деятель ОУН, сторонник Степана Бандеры. Основатель и первый глава разведки Службы Безопасности ОУН.
Псевдонимы «Чёрт», «Скиба», «Ярополк». В западной прессе неоднократно назывался лидером украинских националистов и обвинялся в сотрудничестве с нацистами.

## Биография
Родился в селе Новые Стрелища Жидачовского уезда в семье Кирилла Артемьевича Лебедя и Аделины Федотовны (Новожиловой). Окончил Львовскую гимназию, с 1925 года член Украинской Военной организации, затем ОУН. С 1930 года подреферент Юношества Краевой экзекутивы ОУН. В 1934 году был организатором покушения на министра внутренних дел Польши Б.Перацкого, после чего пытался выехать через Данциг-Штеттин в Германию, но был арестован гестапо и выдан польским властям. На судебном процессе был приговорён к смертной казни, которая впоследствии была заменена пожизненным тюремным заключением. В сентябре 1939 года Лебедь, как и другие заключённые по этому делу, бежал из тюрьмы после нападения Германии на Польшу.
После освобождения в 1939 году был «украинским комендантом» немецкой разведшколы в Закопане, основатель и первый шеф разведки Службы Безопасности ОУН, а в 1941 году стал вторым заместителем Бандеры в ОУН. В Украинском державном правлении после провозглашения 30 июня 1941 года Украинской державы занимал пост руководителя службы безопасности. Как «правительственный руководитель» после ареста Степана Бандеры и Ярослава Стецько в 1941 г. — главный организатор антигитлеровского сопротивления (украинского антифашистского движение Сопротивления).
После ареста в 1941 году Бандеры ему удалось ускользнуть, уйти в подполье и стать руководителем ОУН(б) на Украине. В октябре 1941 года гестапо или крипо выпустило листовку о поиске Лебедя с фотографией и номером его автомашины. Начальник СС и полиции в дистрикте Галиция выдал ордер на арест Лебедя.
Был организатором и руководителем трёх конференций ОУН(б) в Украине (сентябрь 1941, апрель 1942, февраль 1943). В 1941-1944 годах вёл переговоры с польской Армией Крайовой (АК) о совместной борьбе против гитлеровцев. В 1943 возглавлял ОУН(б) на западноукраинских землях и сыграл важную роль в формировании Украинской повстанческой армии. В августе (21-25) 1943 стал участником III Чрезвычайного большого сбора ОУН(б), избран председателем Главного совета ОУН(б) и руководителем Референтуры внешних связей. Вёл террористическую деятельность против сторонников других украинских националистических лидеров (в первую очередь Андрея Мельника и Бульбы-Боровца) с целью консолидации всех национальных сил под руководством Степана Бандеры. В 1944 стал соучредителем Украинского главного освободительного совета и генеральным секретарём иностранных дел УГОС.

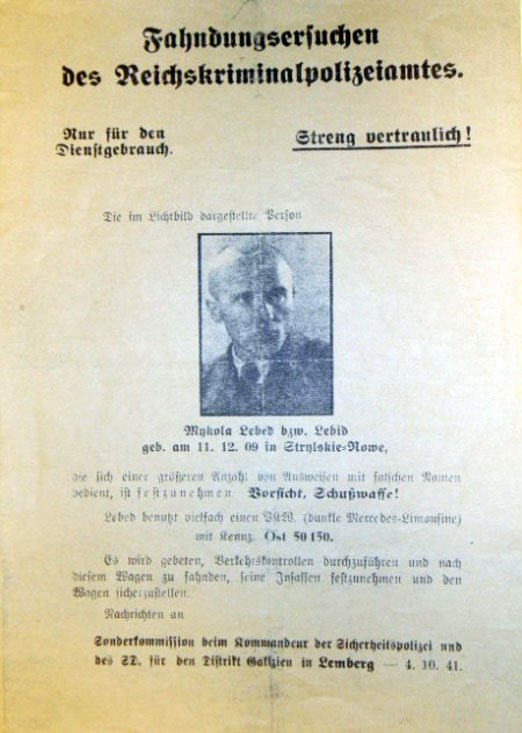
Объявление о розыске Николая Лебедя и вознаграждении в 50 тысяч рейхсмарок за его голову

В апреле 1943 года выступил с предложением «очистить всю революционную территорию от польского населения» (см. также Волынская резня) и участвовал в этнических чистках. Гжегож Мотыка отмечает, однако, что в августе 1943 года на Третьем конгрессе ОУН (б) Лебедь вместе с Михаилом Степаняком раскритиковал деятельность ОУН (б) из Волыни за «бандитские действия против польского населения».
В различных источниках встречаются упоминания о назначенной гестапо награде за его поимку, некоторые называют дату — январь 1944 года и сумму — 500 тысяч немецких марок. В начале 1944 года арестована и помещена в концлагерь Равенсбрюк его жена Дарья с двухлетней дочерью, об освобождении которых в марте удалось договориться Ивану Гриньоху. На тех же переговорах была достигнута договорённость о передаче УПА оружия для «борьбы в большевистском тылу».
В 1944 году был генсекретарем иностранных дел Украинской головной вызвольной рады (УГВР). После Большого Конгресса (11-15 июля 1944 г.) Лебедь был направлен на Запад, чтобы возглавить зарубежную миссию ОУН-Б и УГВР (под названием Иностранное Представительство УГВР). Ее задачей было установить зарубежные контакты для получения международной поддержки подполья в Украине. Помимо Лебедя, в состав миссии входили отец Иван Гриниох, Евгений Врецьона, Лев Шаньковский и Мирослав Прокоп (кроме того, два радиотелеграфиста и вспомогательный персонал).
С 1945 года референт СБ Заграничных частей ОУН. В 1946 году ушёл в оппозицию к Бандере, возглавлял УГВР.
После войны начал сотрудничество с американскими спецслужбами и из опасения экстрадиции в Советский Союз в 1947 году был тайно перевезён ими с семьёй из Рима в Мюнхен. Жил в Мюнхене под именем Роман Туран.
С 1948 года Лебедь стал руководителем ОУН в ФРГ, с 1949 года проживал в США, сотрудничал с ЦРУ, шеф издательства «Пролог». Неоднократно посещал Украину в 1990-е гг., делегат Всемирного съезда украинцев в Киеве (1992).
Умер 18 июля 1998 года в Питтсбурге (США) и его личный архив был передан в «Украинский научный институт Гарвардского университета».

## Сотрудничество со спецслужбами США
В декабре 1946 года группа Лебедя обращалась к американским спецслужбам, прося денег и оружия, а также помощи в связях и обучении агентов. Взамен эта группа обещала создать разведывательную сеть на Украине. Однако Подразделение стратегических служб (англ. Strategic Services Unit), с которым контактировали представители Лебедя, отказало им в помощи, отметив в своём отчёте «неуместность их аргументации и разобщённость среди эмиграции».

В июле 1947 года в докладе Корпуса контрразведки (CIC) Лебедь был назван «хорошо известным садистом и немецким пособником». Несмотря на это, тот же CIC начал с ним сотрудничество, когда Лебедь предложил информацию об украинской эмиграции и советской деятельности в американской оккупационной зоне, а также общую информацию о Советском Союзе и украинцах.
В конце 1947 года Лебедь тщательно вычистил свои архивы довоенного и военного периода для американского использования. В своём изложении он представал жертвой поляков, Советов и немцев, всю оставшуюся жизнь он предъявлял листовку о своём розыске гестапо как доказательство своей антинацистской деятельности. На основе вычищенных архивов он написал книгу, в которой ОУН(б) и УПА представали борцами против нацистов и Советов. Также он утверждал, что после ареста лидеров ОУН(б) он начал организовывать сопротивление немцам и стал «духовным отцом» УПА, за что и гестапо и НКВД якобы назначили награду за его голову, а гестапо забрало его семью в Бухенвальд и Освенцим в попытке заставить его сдаться.
В 1949 году в рамках операции «Аэродинамик» началось сотрудничество группы Гриньоха—Лебедя с ЦРУ. ЦРУ обеспечило переезд Лебедя в Нью-Йорк и получение им постоянного вида на жительство в США, а затем гражданства США. Это позволило ему возвращаться в эту страну после оперативных поездок в Европу и стать главным контактным лицом ЦРУ в операции «Аэродинамик». В отчётах ЦРУ отмечалось гестаповское прошлое Лебедя, его хитрость и безжалостность.

## Семья
Микола Лебедь был женат на Дарье Гнатковской, одной из осуждённых на Варшавском процессе (1935-1936).